# Alan Techer
Alan Techer (Cannes, 8 de septiembre de 1994) es un piloto de motociclismo francés. Estuvo compitiendo de manera regular en el Campeonato del Mundo de Motociclismo entre 2012 y 2016. Techer compitió en el Campeonato de Francia y de España de 125cc, el FIM CEV Moto2 European Championship, el MotoGP Rookies Cup y el Campeonato Mundial de Resistencia de la FIM, en el que proclamó campeón en 2018.

## Resultados en el Campeonato del Mundo
Sistema de puntuación de 1993 hasta 2022:
| Posición | 1.º | 2.º | 3.º | 4.º | 5.º | 6.º | 7.º | 8.º | 9.º | 10.º | 11.º | 12.º | 13.º | 14.º | 15.º |
| Puntos   | 25  | 20  | 16  | 13  | 11  | 10  | 9   | 8   | 7   | 6    | 5    | 4    | 3    | 2    | 1    |

### Carreras por año
(Carreras en negrita indica pole position, carreras en cursiva indica vuelta rápida)
| Año  | Cat.  | Moto      | 1       | 2       | 3       | 4      | 5      | 6      | 7      | 8      | 9      | 10      | 11      | 12      | 13      | 14      | 15     | 16     | 17      | 18    | Pos. | Pts. |
| ---- | ----- | --------- | ------- | ------- | ------- | ------ | ------ | ------ | ------ | ------ | ------ | ------- | ------- | ------- | ------- | ------- | ------ | ------ | ------- | ----- | ---- | ---- |
| 2012 | Moto3 | TSR Honda | QAT 11  | SPA 14  | POR 17  | FRA 8  | CAT 13 | GBR 21 | NED 17 | GER 13 | ITA 17 | IND Ret | CZE DNS | RSM Ret | ARA 21  | JPN 20  | MAL 21 | AUS 16 | VAL 21  |       | 21   | 22.º |
| 2013 | Moto3 | TSR Honda | QAT Ret | AME Ret | SPA Ret | FRA 23 | ITA 20 | CAT 13 | NED 18 | GER 19 | IND 13 | CZE 19  | GBR Ret | RSM 17  | ARA Ret | MAL Ret | AUS 25 | JPN 14 | VAL DNS |       | 8    | 23.º |
| 2016 | Moto3 | NTS       | QAT -   | ARG -   | AME -   | SPA -  | FRA -  | ITA -  | CAT -  | NED -  | GER -  | AUT -   | CZE -   | GBR -   | RSM -   | ARA Ret | JPN -  | AUS -  | MAL -   | VAL - | 0    | -    |